# Quiriate-Jearim
Quiriate-Jearim, nome de origem hebraica que significa "cidade de florestas". Foi uma cidade hevéia associada com os gibeonitas, também conhecida como Baalá, Baale-Judá, e Quiriate-Baal. Mais tarde, Quiriate-Jearim veio a pertencer a Judá, e fazia fronteira com o território de Benjamim.

## História
No século XII a.C., a Arca da Aliança (ou Pacto), algum tempo depois de ser devolvida pelos filisteus, foi levada para Quiriate-Jearim a pedido dos homens da vizinha Bete-Semes. Parece ter permanecido ali até ser levada pelo Rei Davi para Jerusalém, uns 70 anos depois.
O profeta Urias, filho de Semaías, contemporâneo de Jeremias, de Quiriate-Jearim. Entre aqueles que retornaram do exílio em Babilônia também estavam representados os descendentes dos que tinham morado nessa cidade.